# Стонский доход
Стонский доход (сербохорв. Stonski dohodak) — ежегодная дань, которую Дубровницкая республика уплачивала царю Стефану Душану и боснийским правителям начиная со Степана Котроманича за приобретение полуострова Стонский Рат (ныне Пелешац) и города Стона.

## История

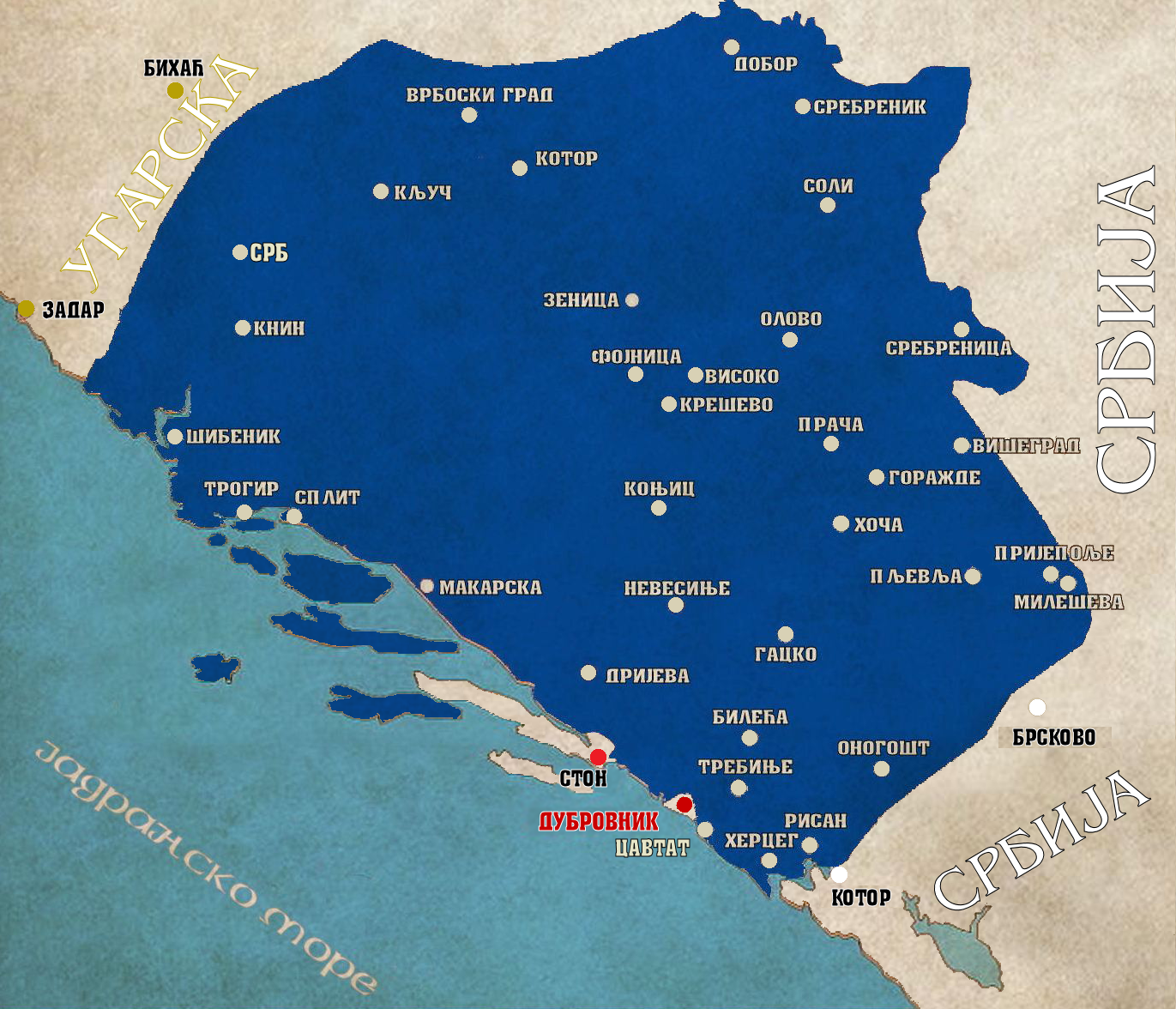
Стонский Рат и Дубровник в окружении Боснии в 1390 году

Дубровник в 1333 году приобрёл полуостров Стонский Рат (ныне Пелешац) с городом Стоном у сербского царя Стефана Душана за 8000 перперов и ежегодную дань в 500 перперов. Этому событию предшествовала война между Сербией и Дубровником в 1327—1328 годах, в результате которой Пелешац отошёл под власть сербского короля Стефана Дечанского. Душан, из своего дохода, получаемого с Дубровника, назначил ежегодно на праздник Пасхи 500 перперов Иерусалимской церкви святых архангелов Михаила и Гавриила, и ещё 500 перперов платы за Стон назначил храму Богородицы Синайской, как видно из подтвердительной грамоты Уроша V от 1357 года. С присоединением Хума в состав Боснийской державы в XIV веке дань за Стонский Рат в том же размере стала уплачиваться боснийскому бану Степану Котроманичу и его преемникам до завоевания Боснии турками в 1463 году. О Стонском доходе упоминает король Боснии Степан Остоя, определяя его в 500 перперов, которые уплачивались на Власьев день 11 февраля.
Впоследствии этот доход получала султанша Мара Бранкович, как видно из её расписки 1470 года, данной Дубровнику в получении 500 перперов дубровницкими динарами. По мнению современного сербского академика М. Живкович, монахи афонских монастыря святого Павла и Хиландар подделали грамоты царя Уроша V от 2 июня 1358 года и Мары Бранкович от 15 апреля 1479 года с целью склонить Дубровник к уплате Стонской подати в свою пользу. При поддержке Херсекли Ахмед-паши монахи добились своего, получив право на получение дани.